# C215 (artiste)
Pour les articles homonymes, voir C215 et Guémy.
C215, pseudonyme de Christian Guémy, est un artiste urbain, pochoiriste français, né en octobre 1973 à Bondy.
Il travaille et vit à Vitry-sur-Seine, dans le Grand Paris, où il a invité plus d'une centaine d'artistes internationaux à transformer sa ville. 

## Biographie

### De l'enfance aux débuts comme artiste urbain
Christian Guémy est né en octobre 1973 à Bondy. En janvier 2021, il révèle que sa naissance est le fruit d'un viol commis dans le cadre familial et que sa mère s'est suicidée à l'âge de 18 ans, alors qu'il en avait 5. Ses grands-parents l'ont ensuite élevé. Il est inscrit dans un collège catholique.
À l'université, il obtient plusieurs diplômes : maîtrise d’histoire, master d’histoire de l’architecture, et un autre d’histoire de l’art à la Sorbonne,. Parallèlement à ses études, Christian Guémy contribue à l’encyclopédie des Compagnons du devoir. Ensuite, il devient chargé d’études pour un syndicat de meubles, avant de travailler comme responsable export dans l'industrie textile, puis dans la finance.
Christian Guémy réalise ses premières œuvres sur le tard, à partir de 2006. Enfant, il dessine toutefois avec du matériel que possédait sa mère et dans sa jeunesse, il réalise des bandes dessinées pour le journal de l'école ainsi que des caricatures de professeurs et d'élèves. « Adolescent, j’avais un peu tagué, mais ça n’avait rien de sérieux », confie-t-il. À l'été 1989, à l'âge de 15 ans, il graphe un peu, mais laisse tomber, ne se sentant pas en adéquation avec le mouvement hip-hop.

### Depuis l'installation à Vitry
Christian Guémy s'installe à Vitry-sur-Seine en 2006 et commence à faire du pochoir. Il participe au MUR dès 2007, et réalise, en 2013, un mur peint de 25 mètres à Paris, métro Nationale, représentant un chat.
En 2013, il peint également le visage de la ministre de la Justice, Christiane Taubira, alors cible d'attaques racistes. Connu au niveau international, Christian Guémy présente des œuvres peintes sur objets de recyclage dans de nombreuses galeries, en France et dans le monde.
L'artiste n'avait pas touché une console de jeu vidéo depuis les années 1980, lorsqu'il possédait une Vectrex. Pourtant, au printemps 2013, le studio Ubisoft Montréal le contacte par vidéoconférence pour lui proposer de réaliser des œuvres pour un jeu sur lequel le studio travaille. « Il y a, dans le travail de C215, une esthétique en totale symbiose avec l'esprit du jeu vidéo », avait indiqué Jean-Alexis Doyon, directeur artistique du jeu. Finalement, une quinzaine de ses illustrations parsèment le jeu d'action et d'aventures Far Cry 4, qui sort en novembre 2014. Ses pochoirs ont été intégrés en respectant l'échelle indiquée par l'artiste. Et à « hauteur d'homme », précise-t-il. Il devient ainsi le premier street artiste virtuel.
Le 4 janvier 2016, l'artiste réalise au pochoir sur une boîte à feu un portrait multiple du policier Ahmed Merabet orné du fameux « Je suis Ahmed ». L'œuvre a été réalisée à la demande du commandant Stéphane Motel, du commissariat du 11e arrondissement de Paris, où travaillait Ahmed. Le portrait, conçu sur le boulevard Richard-Lenoir, a été dévoilé devant une centaine de personnes parmi lesquelles les collègues du policier et sa famille au complet.
C215 a réalisé le pochoir sur place, devant la famille. Il a peint Ahmed Merabet derrière les couleurs républicaines, pour le symbole qu'il représente. L'artiste a peint deux portraits sur base de photos confiées par la famille : un portrait de face, solennel, regardant vers l'endroit où il a été abattu, et un portrait de profil, plus souriant, regardant vers la rue. Ces graphes ont été depuis vandalisés et restaurés à de multiples reprises.
En février de la même année, C215 participe a l'évènement la belle Vitry'N.
À la suite de la campagne présidentielle de 2017, C215, sur une commande du magazine L'Obs, aborde le sujet du candidat de La France insoumise, Jean-Luc Mélenchon, et réalise plusieurs portraits à son effigie. En juin 2017, il dénonce le fait que La République en marche dans le XIIIe arrondissement de Paris utilise une de ses fresques en en-tête de leur page Facebook et Twitter (devenu depuis X),.
En septembre 2017, il participe à Points de vue, le premier festival de street art organisé à Bayonne, en apposant ses œuvres sur une dizaine de boîtes aux lettres,.
En décembre 2017, Christian Guémy réalise bénévolement le visuel de la journée « Toujours Charlie ! De la mémoire au combat », à partir du logo créé par les trois associations produisant l'événement, le Comité Laïcité République, la LICRA et le Printemps Républicain. Ce visuel est dévoilé le samedi 6 janvier 2018 en ouverture de la journée, au théâtre des Folies Bergère.
À l'occasion de la panthéonisation de la magistrate et femme d'État française, Simone Veil, C215 avait réalisé deux portraits de cette femme déportée à Auschwitz-Birkenau parce que juive sur les boîtes aux lettres de la mairie du 13e arrondissement, à Paris. Quelques mois plus tard, aux alentours du 11 février 2019, elles sont taguées de croix gammées. Sur Twitter, l'artiste fait part de sa colère : « Honte à celui qui, abject, a défiguré d’une croix gammée mon hommage à Simone Veil, rescapée de la Shoah (…) Quelle lâcheté, il est grand temps de se dresser contre la montée de l’antisémitisme en France,. » Le 12 septembre 2019, il restaure ces portraits, avec Pierre-François Veil, fils de Simone Veil, à ses côtés.
En mai 2019, une boîte aux lettres qu'il avait peinte en « hommage aux poilus, aux zouaves et aux tirailleurs qui se sont battus pour la France il y a un siècle » à l'occasion d'une exposition caritative « Cent ans après » au musée de la Légion d'honneur, est dérobée.
En mars 2020, il réalise une fresque dans le 10e arrondissement de Paris à la mémoire de Laurent Barthélémy, un adolescent ivoirien de quatorze ans décédé dans le train d'atterrissage d'un avion en tentant de rejoindre la France.
Début juin 2020 il réalise le portrait d'Aïcha Issadounène, première caissière victime du Covid, sur un mur de la ville de Saint-Ouen où elle résidait.
Le 30 mai 2020, il est à l'origine d'une tribune réunissant une cinquantaine d'artistes, de galeristes et d'élus locaux, réclamant à Emmanuel Macron un soutien fort pour l'art urbain, qu'ils estiment oubliés par le plan de relance culturelle du gouvernement. À la suite de la publication de cette tribune, Christian Guémy a été reçu par Franck Riester et Julien Denormandie, à la tête d’une délégation pour demander un soutien financier des pouvoirs publics à l’art urbain.
Fin juillet, il réalise le portrait du docteur Jean-Jacques Razafindranazy, l’un des premiers médecins décédé du Covid-19 en France, à l’entrée du centre hospitalier de Soissons où il exerçait, en présence du Maire de la ville et de la famille de l'urgentiste décédé.
En décembre 2020, il réalise des portraits de résistantes et résistants communistes qu'il met à disposition du journal L'Humanité.
En 2021, il réalise deux œuvres permanentes dans la station Lucie Aubrac de Bagneux (Ligne 4) à l'effigie de la résistante.
Le 22 mars 2022, C215 se rend en Ukraine, moins d'un mois après l'invasion russe. Juste avant son départ, est dévoilée le 10 mars, sa fresque représentant une fillette aux couleurs de l'Ukraine, sur l'une  des façades d'un immeuble, situé 131 rue de Patay, dans le 13e arrondissement de Paris. Sur cette fresque sont écrites en ukrainien, en guise de légende, les paroles du président Volodymyr Zelensky : « Je ne veux vraiment pas de mes photos dans vos bureaux, car je ne suis ni un dieu, ni une icône, mais un serviteur de la Nation. Accrochez plutôt les photos de vos enfants et regardez-les à chaque fois que vous voulez prendre une décision. »
En juin 2022, il inaugure une exposition commandée par le Mémorial de la Shoah en hommage aux enfants déportés. Intitulée "11 400 enfants, portraits par C215", l'exposition est accompagnée d'un parcours d'œuvres peintes sur des boites aux lettres dans le Marais.

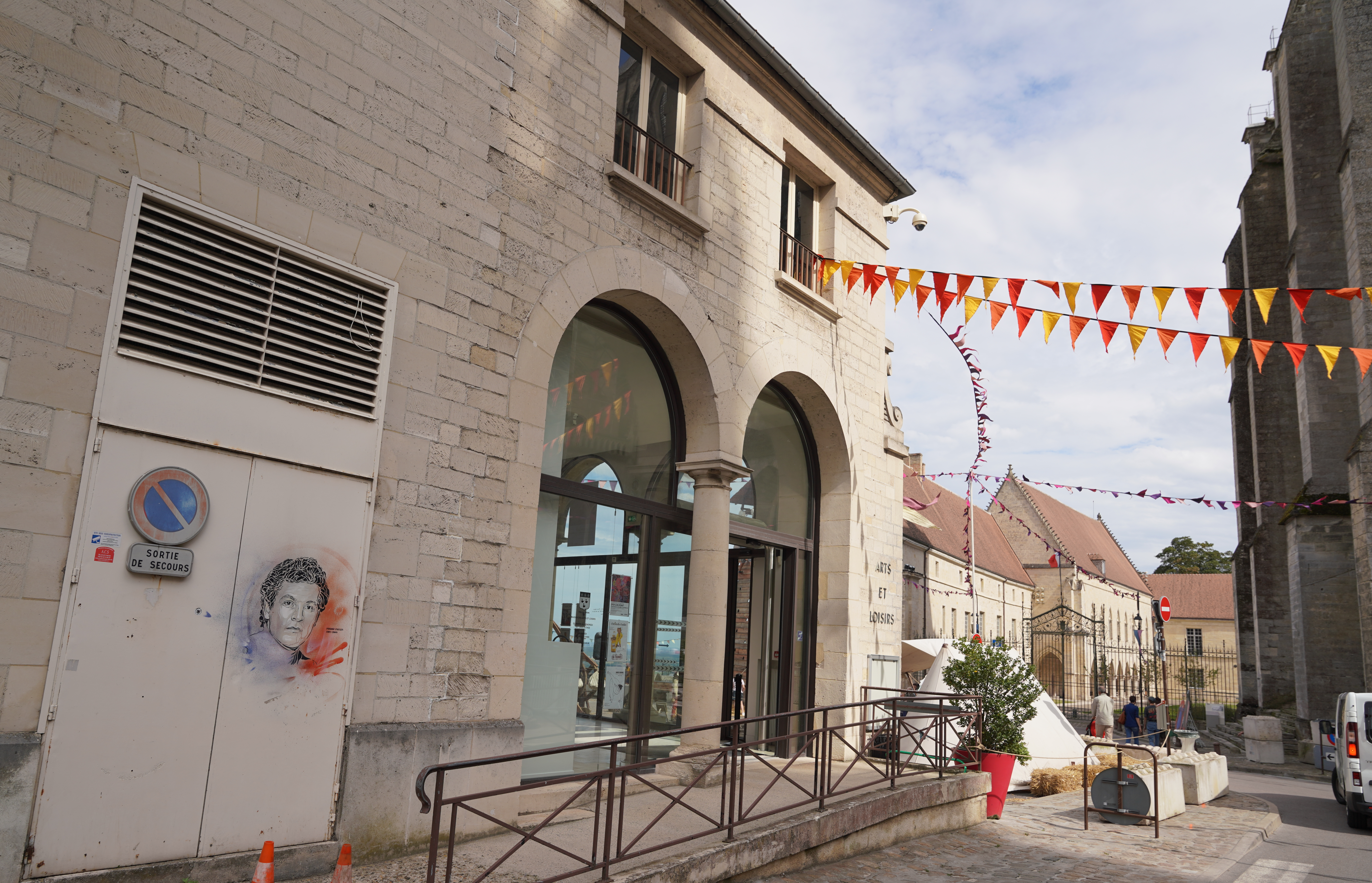
Sur le mur de l'ancien Hôtel-Dieu de Laon place Aubry à Laon.

La ville de Laon lui donne carte blanche pour réaliser son festival international des arts urbains. C215 y peint une fresque murale, comme la quinzaine d'artistes venus du monde entier qu'il a convié pour réaliser des œuvres monumentales dans différents quartiers de la ville.
En 2022, il réalise l'affiche du prix Samuel-Paty, remis par l’association des professeurs d’histoire-géographie (APHG) en hommage à l’enseignant assassiné.
En 2023, la Rada, Assemblée nationale ukrainienne, l’invite à Kyiv pour peindre sur l’un de ses murs haut de 25 mètres un portrait d’Oleksandr Matsievsky, célèbre héros et martyr de l’armée ukrainienne,
En 2023, le Conseil de l'Europe choisit une de ses œuvres pour un timbre de service, sur le thème Unis pour l'Ukraine,.
Le 24 août 2023, dans une vidéo officielle diffusée sur tous les réseaux, le président de l'Ukraine Volodymyr Zelensky tient tout son discours de la fête de l'indépendance ukrainienne devant la fresque réalisée par C215, représentant Oleksandr Matsievsky, à Kyiv, sur le bâtiment de la Rada, avec vue perspective sur le palais présidentiel.
En février 2024, dans un projet bénévole intitulé "Polar à Colmar" Christian Guémy réalise près de 40 fresques permanentes au sein du commissariat de Colmar, sur le thème de la police, de son histoire et ses représentations dans la littérature et le cinéma.
Le même mois, quelques semaines avant la mort de l'homme politique, il peint un portrait de Robert Badinter sur un coffret électrique, face au Palais du Luxembourg, où l'homme politique a siégé en tant que sénateur.
Le 5 mai 2025, il intervient bénévolement au commissariat d'Avignon pour y peindre le portrait du policier Éric Masson, abattu le 5 mai 2021 sur un point de deal.

## Photographies

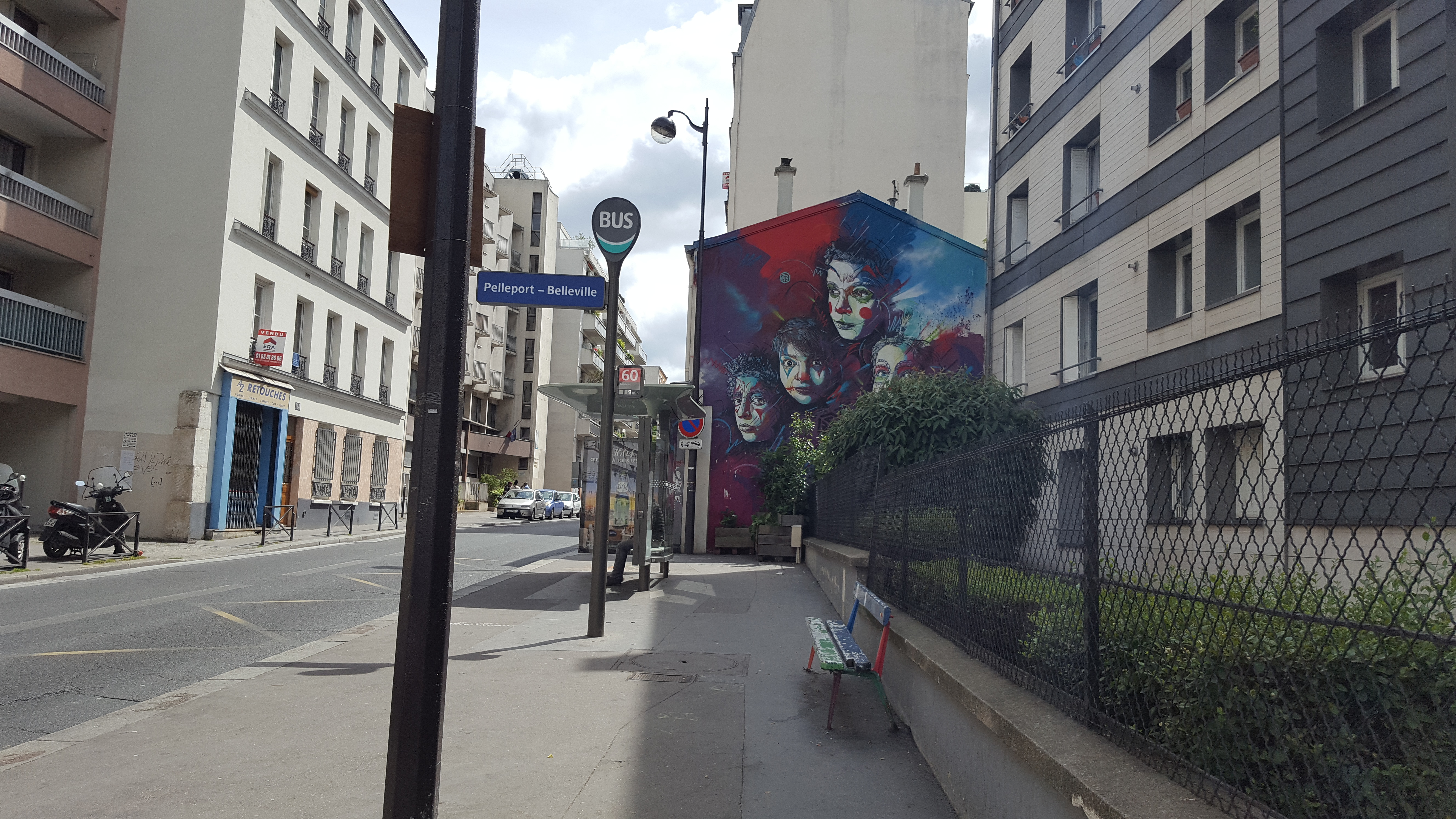
Œuvre de l'artiste C215, rue Pixérécourt, à Paris, dans le.
Portrait multiple du policier Ahmed Merabet réalisé par C215, face au 62 boulevard Richard-Lenoir, à Paris.
D'une série sur les boites postales, Rue Condorcet à Reims.

Œuvre de C215, à Brooklyn, New York, aux États-Unis.
Portrait de femme par C215, à Londres.
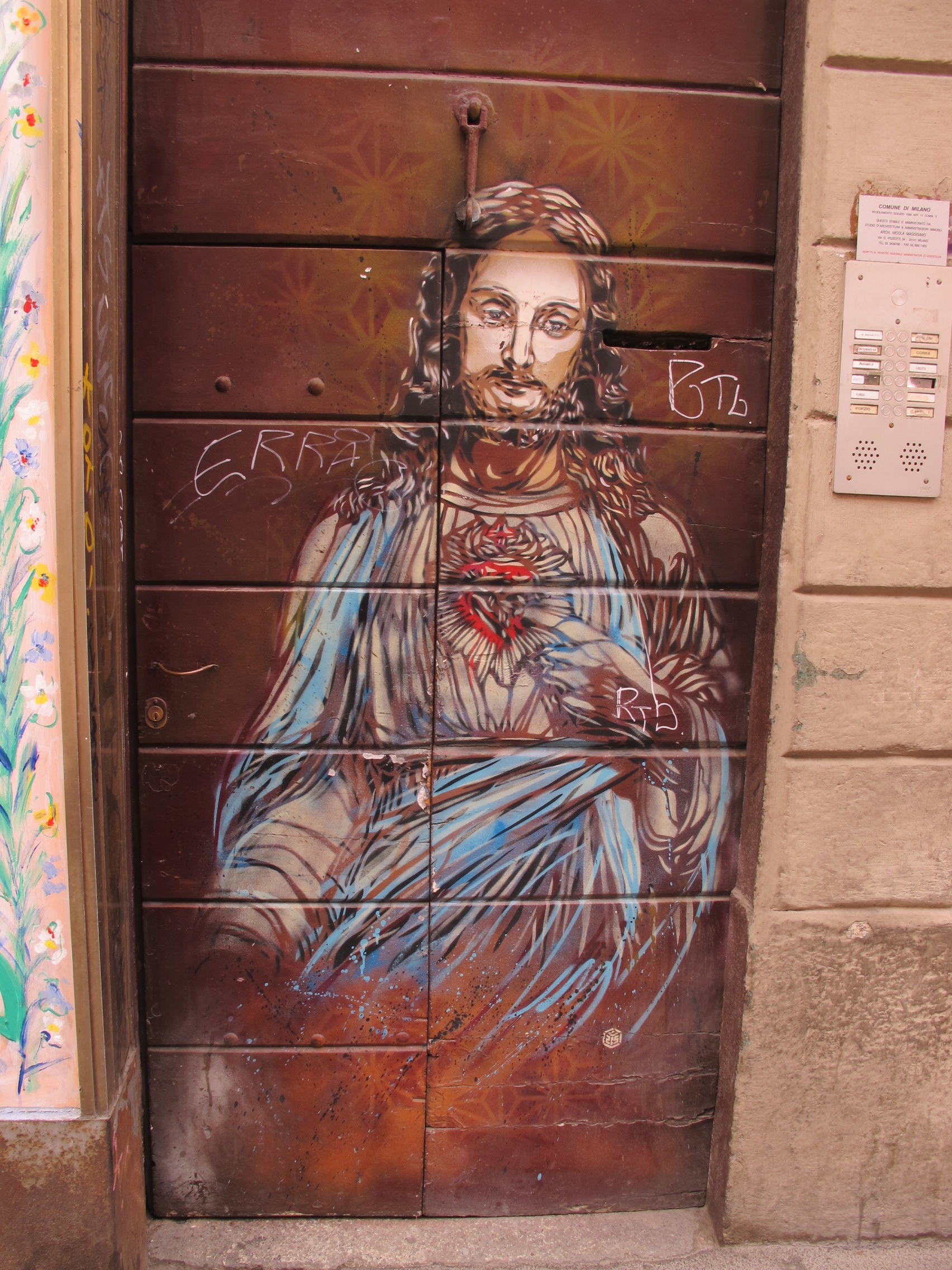
Œuvre de C215, à Milan, en Italie.

### Engagements
Christian Guémy s'est engagé pour différentes causes : 
- mobilisation au côté de Reporters Sans Frontières pour la liberté d'expression en Turquie et la libération de journalistes emprisonnés dans les geôles sur décision de Recep Tayyip Erdogan[45] ;
- soutien à Cédric Herrou, agriculteur aidant les migrants à passer la frontière franco-italienne, poursuivi par la justice[46] ;
- implication dans le mouvement Toujours Charlie défendant la mémoire des journalistes, personnels et fonctionnaires de police liés à Charlie Hebdo et assassinés par des terroristes islamistes[47] ;
- soutien à l'association ATD Quart Monde pour faire de la lutte contre la pauvreté une priorité[48] en associant les premiers concernés ;
- à l'occasion de l'inauguration le 12 avril 2019 du nouveau foyer pour femmes sans abri à la Mairie du 5e arrondissement[49], l'artiste a réalisé un portrait de Geneviève de Gaulle-Anthonioz, Présidente d'ATD Quart monde de 1964 à 1969.
- fin mars 2020, il met en vente des tirages de son œuvre "l"amour au temps du coronavirus" au profit de la Fondation des Hôpitaux de France[50].
- En octobre 2020, une bâche de plus de 300 m2 représentant le visage souriant de Khaled Drareni, journaliste algérien emprisonné, est déployée sur la façade d’un immeuble parisien [51].

Christian Guémy intervient bénévolement dans les prisons françaises depuis 2014. Il a notamment peint plusieurs œuvres : 
- au sein de la maisons d'arrêt pour femmes de Versailles[52] (2014)
- au sein de la maison d'arrêt de Bois d’Arcy[53] (2015)
- au sein de la maison d'arrêt de Nice (2016)
- au sein de la maison d'arrêt de Nîmes (2017)
- au sein de l'établissement pénitentiaire pour mineurs de Porcheville (2017)
- au sein de la maison d'arrêt de Reims (2018)[54]
- au sein du centre pénitentiaire de Liancourt (2018)

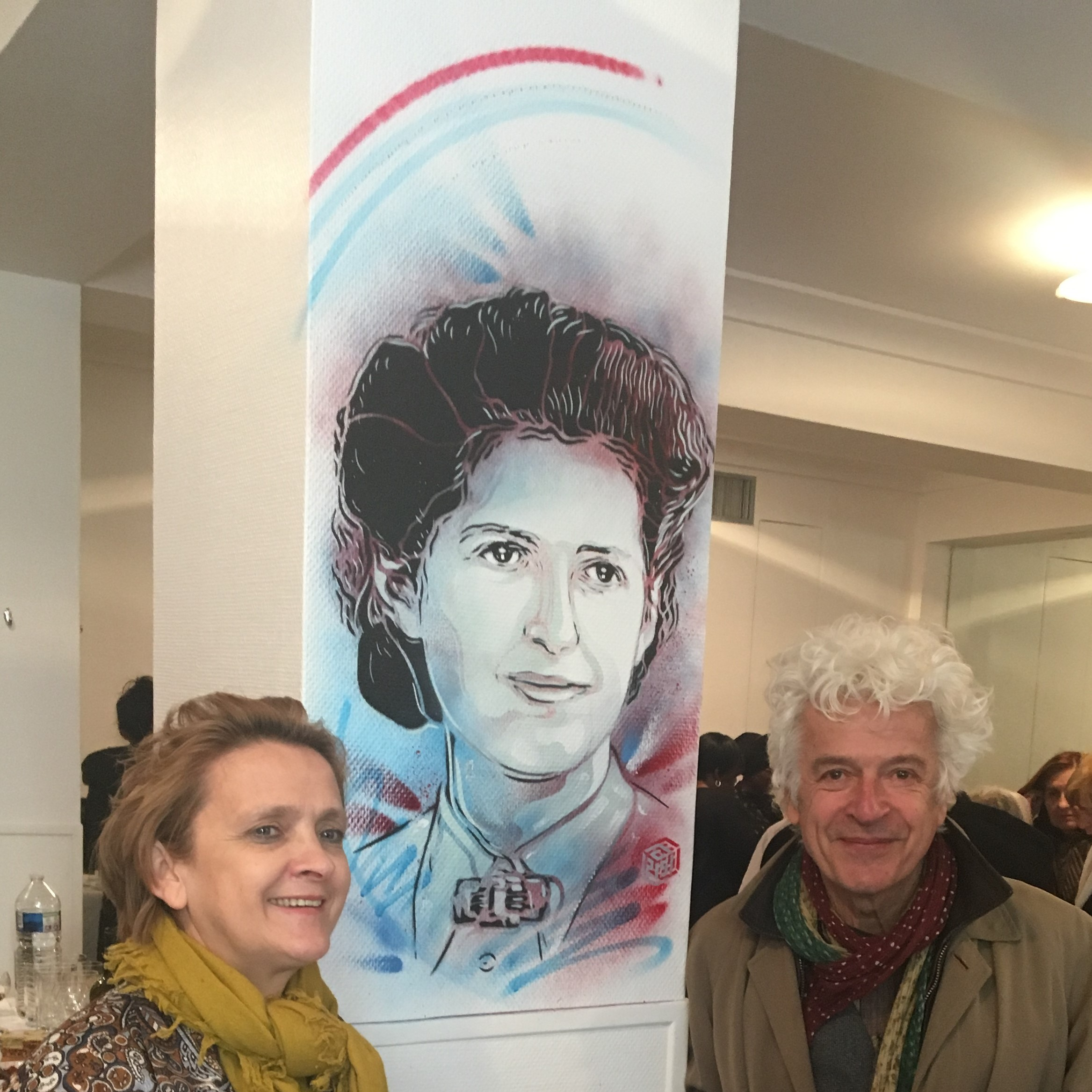
Œuvre de C215 à la mairie du 5e arrondissement de Paris, en hommage à Geneviève de Gaulle-Anthonioz, ancienne présidente d'ATD Quart-Monde

- au sein de la maison d'arrêt de Nanterre (2019)
- au sein de la maison d'arrêt de Fresne, où il a peint, entre autres portraits, les visages de détenus « historiques » de l'établissement (2020)[55]
- au sein du centre pénitentiaire de Grenoble Varces (2020) [56]

« J'aime l'idée de confronter ici mon travail à un public non averti, et de porter la responsabilité de marquer durablement l'imaginaire des détenus, ainsi que celui des gardiens, en un lieu où l'esthétique est la dernière des priorités. Ici, je me sens utile. J'espère apporter un peu de douceur, et une sorte de soupape, dans un endroit où le quotidien est par nature difficile, pour les détenus comme pour les surveillants. J’aime également l'idée de peindre en ces lieux inaccessibles, et d'y savoir mon travail protégé des intempéries, des dégradations et des regards du public pour de nombreuses années. »

— C215 à propos de son intervention artistique en milieu carcéral.
En 2023, il présente son travail réalisé au début de la guerre en Ukraine à l'Assemblée nationale. 

## Style

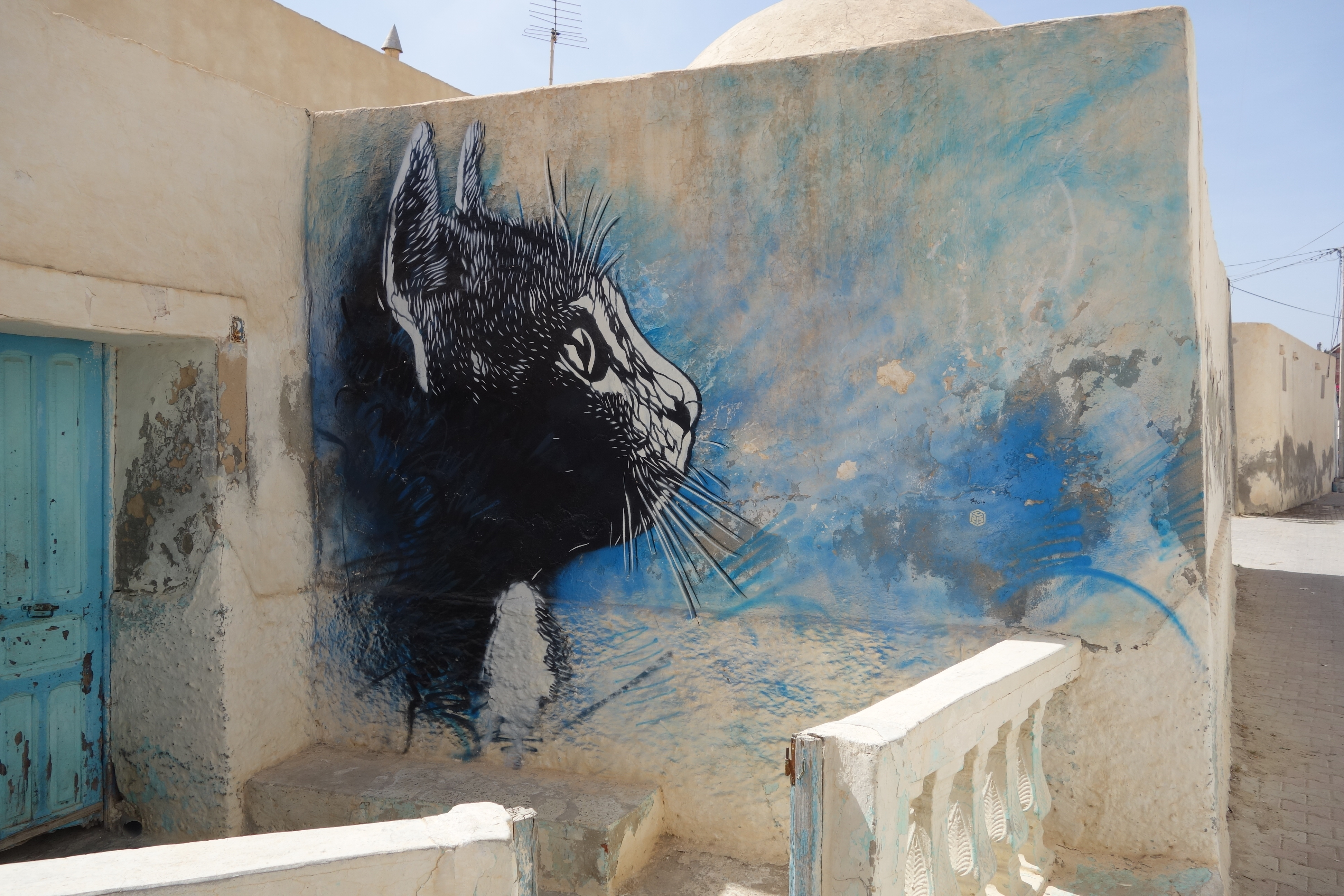
Œuvre à Djerbahood, Tunisie.

Ses sujets de prédilection sont l'enfance, les laissés-pour-compte, les anonymes, les amoureux, mais aussi les animaux (chiens, chats et oiseaux), particulièrement présents dans ses tableaux urbains. Son modèle principal est son enfant Elijah, né en 2003. Son style va de la bichromie aux compositions les plus colorées. Les dimensions de ses œuvres demeurent à l'échelle humaine, ne réalisant que rarement de murs peints de très grandes dimensions.

Fervent admirateur du Caravage, C215 veut mettre de la poésie et de l'émotion au cœur des villes désincarnées. Ses visages d'anonymes aux traits expressifs témoignent de son besoin de retrouver une certaine humanité. 

« Mes œuvres placent des invisibles au rang des célébrités. À travers ces visages, je souhaite que les passants se confrontent à leur propre humanité. »

C215 revendique une « œuvre accessible » : il faut « une jouissance pleine et immédiate » de son travail « même pour quelqu'un qui ne possède pas les codes du graffiti ou de la pop ». Il souhaite des œuvres qui « fédèrent ».

## Expositions

### Expositions personnelles
- 2024
  - « C215 autour de l'Inguimbertine »[61], bibliothèque-musée de l'Inguimbertine, Carpentras, France
- 2023   
  - « Guerre en Ukraine »[62], musée de la Guerre, Kyiv, Ukraine
  - Galerie Delacroix de l’Institut français de Tanger -Maroc
  - « Slava Ukraini[63] », Conseil de l'Europe,Strasbourg
  - « Slava Ukraini[64] », Assemblée nationale, Paris
- 2022 
  - « 11 400 enfants, portraits par C215 », Mémorial de la Shoah, Paris
  - « Entre ombre et lumière », Musée de l'ordre de la Libération, Hôtel des Invalides, Paris
  - « Autographes », Maison Elsa Triolet - Aragon, Saint-Arnoult-en-Yvelines
- 2021
  - « Parcours urbain », Clermont (Oise)

- 2019
  - « La légende des cieux », Musée de l'Air et de l'Espace, le Bourget
  - « Concordance des temps », Maison des Arts, Laon
  - « Recueil », Galerie municipale, Arcueil

- 2018
  - «Cent ans après[65] », Musée de l'armée, Hôtel des Invalides et Musée de la légion d'honneur
  - « Illustres ! C215 autour du Panthéon », Panthéon
  - « C215 en résidence[66] », Musées de Soissons, Soissons
  - « Saga Mécanique[67] » à la Cité de l'Automobile, Mulhouse (France) du 22-12-2017 au 22-02-2018
  - « Perdus de Vue[68] » à la galerie Mathgoth, du 21 septembre au 20 octobre 2018.
- 2017 
  - « Athlètes, carte blanche à C215[69] », Musée national du sport, Nice
  - « La mauvaise réputation », Galerie Open Space, Paris
  - L'Aérosol, Musée du graffiti, Maquis-art hall of fame organisé par maquis-art.
- 2016
  - Rétrospective, Le Cellier, Reims
  - « Panopticon » , Erarta Museum of Contemporary Art, Saint-Pétersbourg
- 2015 
  - « E=MC215 », Musée des arts et métiers, Paris
  - Douce France, PierresVives, Montpellier (France)
- 2014 
  - Douce France, Mairie du 13e arrondissement de Paris
  - Palais Bénédictine, Fécamp
- 2013
  - Mea Culpa, Wunderkammern gallery, Rome
- 2012
  - Orgullecida, Montana gallery, Barcelone
  - Prophets, Chapelle Saint-Louis de la Salpêtrière, Paris
- 2011
  - Smoke gets in your Eyes, Shooting gallery, San Francisco
  - Borderline, Signal Gallery, Londres
- 2010
  - Midnight Dreams, Signal Gallery, Londres
  - Community Service, Itinerrance Gallery, Paris
- 2009
  - C215, galerie Pierre Cardin / Studio 55, Paris
  - Shoe Shiner, Signal Gallery, Londres
  - Hummingbirds, CARF charity association headquarters, Bergen

2008
- Junk Store, Ad Hoc Gallery, New York
- Nina mon amour, Plastik Gallery, Sao Paolo

2007
- Nukod Galerie (ex Dadawan+Madturnip - Paris Gare du Nord) Exposition collective C215 du livre rouge du même nom incluant L'Atlas, Tchikioto, Supakitsh, Eroné, Terratag, Playmoo, Ciou…

### Expositions collectives
- 2014
  - Djerbahood, Erriadh, Tunisie
- 2013
  - Avant-Garde, Fine Arts Museum, Tudela, Espagne
  - Ten Years of Wooster Collective, Johanthan Levine, New York
  - Nuart Art Festival, Stavanger, Norvège
  - Participation au projet La Tour Paris 13[70], un bâtiment de neuf étages investi par 108 street-artistes de dix-huit nationalités et ouvert au public entre le 1er et le 31 octobre 2013.
- 2012
  - Au-delà du street art, Post Museum, Paris
  - Urban masters, Opera gallery, Londres
  - Moniker urban art fair, Londres
  - Musée de la gravure, La Louvière, Belgique
- 2011
  - B. A. L., Musée de la poste, Paris
- 2010
  - Contemporary Art Biennale, Moscou
- 2009
  - Parallel Universe (with Logan Hicks), Show&Tell Gallery, Toronto
  - Stepanska Street Art, French institute of Prague, Prague
  - Justice, Bridewell police station, Long Arm Gallery, Bristol
- 2008
- Banksy's can's festival, International Festival of Stencil, Londres

### Réalisation
- 2024
  - Portrait de Robert Badinter, peint sur un coffret électrique, rue de Vaugirard, face au Palais du Luxembourg, dans le 6e arrondissement de Paris
- 2022
  - Fresque représentant une fillette aux couleurs de l'Ukraine, sur la tranche de l'immeuble du 131 rue de Patay, dans le 13e arrondissement de Paris

- 2019
  - Fresque représentant Mike, "gamin de Sao Paulo" sur la tranche d'un immeuble à l'angle de la rue de Tolbiac et de la rue du Docteur-Magnan,  dans le 13e arrondissement de Paris

- 2018
  - Stèle des Étoiles Disparues, colonne commémorative au cimetière parisien d'Ivry, en partenariat avec l'astrophysicien Roland Lehoucq
- 2016
  - Divers pochoirs de personnalités réalisés lors du Grenoble Street Art Fest

- 2013
  - Fresque de Marie Curie réalisée le 13 novembre pour les 15 ans du musée scientifique l'Exploradôme à Vitry-sur-Seine
  - Fresque représentant un grand chat noir et bleu sur la tranche d'un immeuble, à l'angle du boulevard Vincent-Auriol et de la rue Nationale, dans le 13e arrondissement de Paris